# Большие Сабицы
Большие Сабицы — деревня в Волошовском сельском поселении Лужского района Ленинградской области.

## История
Впервые упоминается в писцовых книгах Шелонской пятины 1498 года, как деревня Сабица и в 1571 году, как деревня Сабицы — 4 обжи, в Бельском погосте Новгородского уезда.
В усадище (усадьбе) Сабицы в Бельском погосте Новгородского уезда по переписи 1710 года находился помещичий двор Кондратия Кирилловича Вешенского, где кроме него с матерью, жили ещё четверо его братьев и сестёр, а также дворовые люди, 3 человека мужского и 3 человека женского пола. В деревне же Сабицы было три двора: помещику Петру Ивановичу Пажинскому принадлежал один крестьянский двор, где жили 7 человек мужского и 10 человек женского пола, выходцы из Ямбургского уезда. Второй двор был перевезён из деревни Горки и принадлежал помещику Ивану Антиповичу Рябинину, за ним числилось 3 человека мужского и 4 человека женского пола. Третий двор принадлежал Федосье Елисеевне Свербеевой, где жили 6 человек мужского и 7 человек женского пола.
Как деревня Сябица она обозначена на карте Санкт-Петербургской губернии 1792 года А. М. Вильбрехта.
Затем, под названием Сябицы деревня упоминается на карте Санкт-Петербургской губернии Ф. Ф. Шуберта 1834 года.

БОЛЬШИЕ САБИЦЫ — деревня принадлежит штабс-капитану Андрею Апсентову, число жителей по ревизии: 28 м. п., 30 ж. п.

и надворного советника Александра Апсентова сыну поручику Александру с братьями, число жителей по ревизии: 28 м. п., 35 ж. п.

САБИЦЫ — сельцо принадлежит титулярной советнице Ольге Вешенской, число жителей по ревизии: 9 м. п., 10 ж. п.

титулярному советнику Ивану Косякову, число жителей по ревизии: 5 м. п., 3 ж. п.

девице Елене Косяковой, число жителей по ревизии: 3 м. п., 4 ж. п. (1838 год)

Деревня Сябицы и смежно с ней Сельцо Сябицы отмечены на карте профессора С. С. Куторги 1852 года.

САБИЦЫ — деревня господ Вишневской и Косяковых, по просёлочной дороге, число дворов — 27, число душ — 50 м. п. (1856 год)

БОЛЬШИЕ САБИЦЫ — деревня, число жителей по X-ой ревизии 1857 года: 76 м. п., 63 ж. п. (из них дворовых людей — 1 ж. п.)

САБИЦЫ БОЛЬШИЕ — деревня владельческая при реке Сабе, число дворов — 22, число жителей: 66 м. п., 59 ж. п. (1862 год)

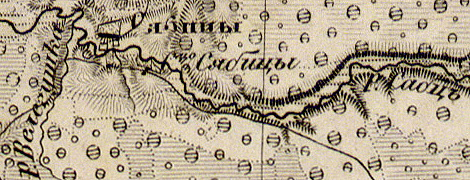
Деревня Большие Сабицы на карте 1863 года

Согласно карте из «Исторического атласа Санкт-Петербургской Губернии» 1863 года деревня называлась Сябицы, близ неё находилось одноимённое сельцо.
В 1867 году временнообязанные крестьяне деревни выкупили свои земельные наделы у А. И. Энгель и стали собственниками земли.
В 1870—1872 годах временнообязанные крестьяне выкупили свои земельные наделы у М. А. Апсеитова.
В 1873—1874 годах крестьяне выкупили земельные наделы у А. А. Апсеитова.
Согласно подворной описи 1882 года, деревня Большие Сабицы Сабицкого общества Бельско-Сяберской волости состояла из трёх частей:
 
1) бывшее имение Энгель, домов — 31, душевых наделов — 36, семей — 16, число жителей — 56 м. п., 59 ж. п.; разряд крестьян — собственники.
  
2) бывшее имение Ал. Абсентова, домов — 9, душевых наделов — 18, семей — 7, число жителей — 17 м. п., 17 ж. п.; разряд крестьян — собственники.
 
3) бывшее имение Мих. Абсентова, домов — 16, душевых наделов — 14, семей — 8, число жителей — 32 м. п., 30 ж. п.; разряд крестьян — собственники.
Согласно материалам по статистике народного хозяйства Лужского уезда 1891 года, одно из имений при селении Сабицы площадью 50 десятин принадлежало жене коллежского асессора Е. И. Дмитриевой, имение было приобретено в 1885 году за 500 рублей, второе имение принадлежало наследникам губернского секретаря В. И. Захарова, имение было приобретено до 1868 года, третье имение площадью 543 десятины принадлежало купцу С. Т. Кудряшову, имение было приобретено в 1883 году за 1800 рублей, четвёртое имение принадлежало дьячку В. Н. Осьминскому. Пустошь Сабицы площадью 93 десятины принадлежала вдове надворного советника Н. В. Лаврова, пустошь была приобретена в 1868 году за 500 рублей, а пустошь Крутой Ручей близ селения Сабицы площадью 151 десятина принадлежала коллежскому секретарю И. И. Энгелю, пустошь была приобретена в 1871 году.
В 1900 году, согласно «Памятной книжке Санкт-Петербургской губернии», земли имения Сабицы принадлежали: купцу Трофиму Ивановичу Букмину — 355 десятин, новгородскому купцу 2-й гильдии Леонтию Андреевичу Андрееву — 355 десятин, дворянкам Антонине Кожевой и Александре Пшенициной — 95 десятин, мещанину Ивану Антоновичу Сеёсте — 238 десятин.
В XIX — начале XX века, деревня административно относилась к Бельско-Сяберской волости 4-го земского участка 2-го стана Лужского уезда Санкт-Петербургской губернии.
По данным «Памятной книжки Санкт-Петербургской губернии» за 1905 год деревня Большие Сабицы входила в Сабицкое сельское общество.
С 1917 по 1927 год деревня находилась в составе Сабицкого сельсовета Бельско-Сяберской волости Лужского уезда.

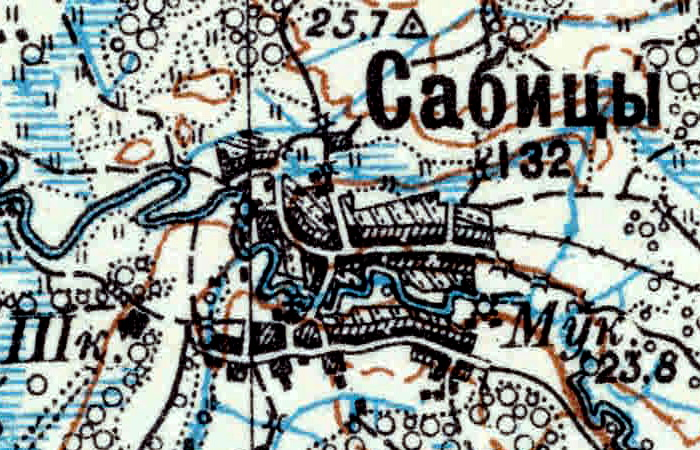
Деревня Сабицы на карте 1926 года

Согласно топографической карте 1926 года деревня насчитывала 132 крестьянских двора.
С августа 1927 года, в составе Лужского района.
По данным 1933 года деревня Большие Сабицы являлась административным центром Сабицкого сельсовета Лужского района, в который входили 6 населённых пунктов: деревни Большие Сабицы, Дубровицы, Елемно, Ложек, Малые Сабицы и хутора Сабицкие, общей численностью населения 806 человек.
По данным 1936 года в состав Сабицкого сельсовета входили 8 населённых пунктов, 227 хозяйств и 3 колхоза.
C 1 августа 1941 года по 31 января 1944 года деревня находилась в оккупации.
В 1958 году население деревни составляло 359 человек.
По данным 1966 года деревня Большие Сабицы входила в состав Сабицкого сельсовета и была его административным центром.
По данным 1973 года деревня Большие Сабицы входила в состав Вердужского сельсовета.
По данным 1990 года деревня Большие Сабицы входила в состав Волошовского сельсовета.
В 1997 году в деревне Большие Сабицы Волошовской волости проживали 102 человека, в 2002 году — 89 человек (русские — 88 %).
В 2007 году в деревне Большие Сабицы Волошовского СП проживали 76 человек.

## География
Деревня расположена в западной части района на автодороге 41К-145 (Ретюнь — Сара-Лог) в месте примыкания к ней автодороги Большие Сабицы — Ложок.
Расстояние до административного центра поселения — 27 км.
Расстояние до районного центра — 107 км.
Расстояние до ближайшей железнодорожной станции Серебрянка — 70 км.
Через деревню протекает река Сабица.

## Демография
| 1710 | 1838 | 1862 | 1958 | 1997 | 2007 | 2010 |
| ---- | ---- | ---- | ---- | ---- | ---- | ---- |
| 49   | ↗155 | ↗178 | ↗359 | ↘102 | ↘76  | ↘69  |
| 2017 |      |      |      |      |      |      |
| ↘52  |      |      |      |      |      |      |